# 마쓰다이라 이에키요

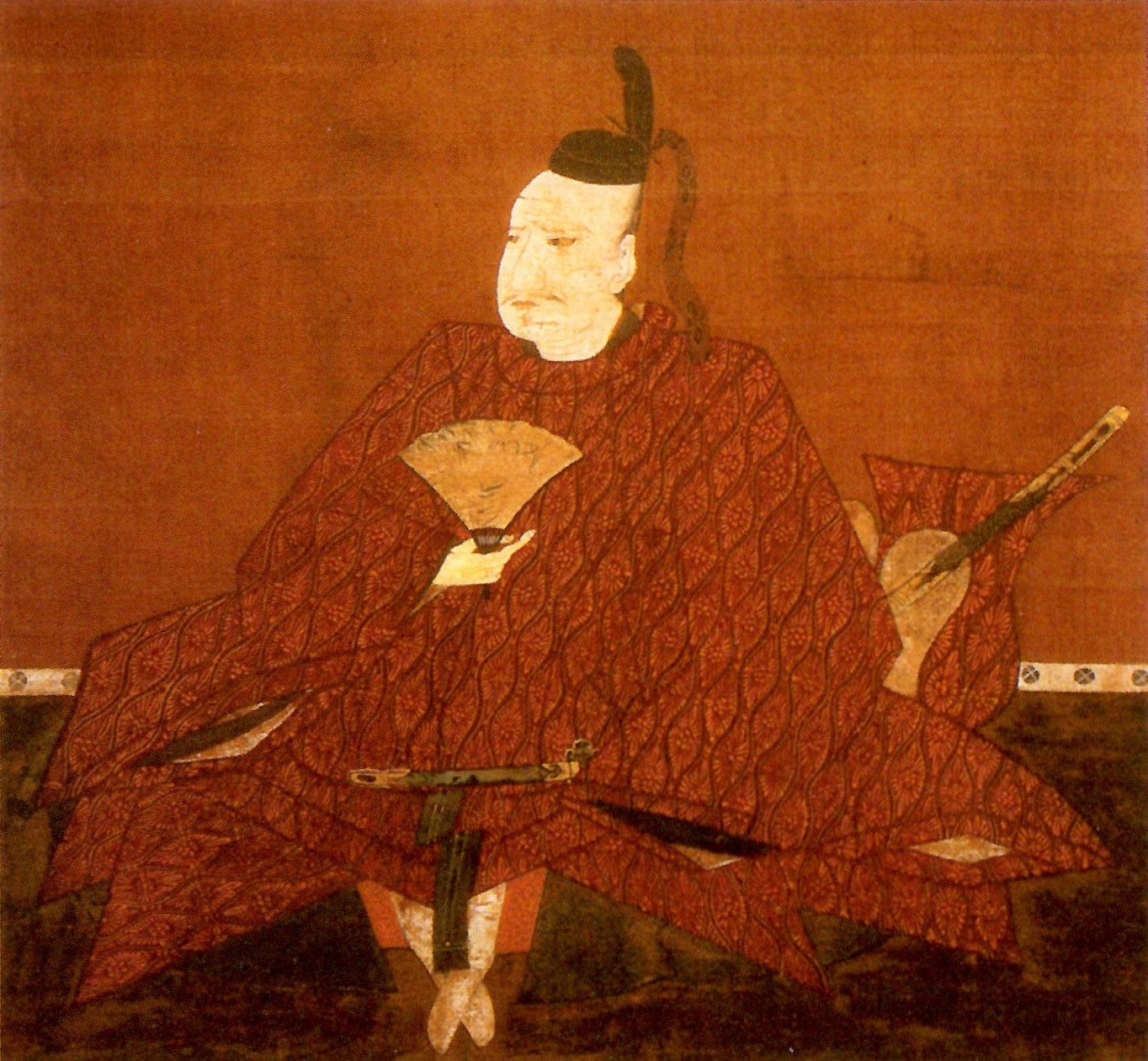
마쓰다이라 이에키요

마쓰다이라 이에키요(일본어: 松平家清, 1566년 ~ 1611년 2월 3일)는 아즈치모모야마 시대에서 에도 시대 전기에 걸쳐 도쿠가와씨(徳川氏)의 가신으로 활약한 무장으로, 다케노야 마쓰다이라 가의 6대 당주이다. 통칭은 요지로(与二郎).

## 생애
다케노야 마쓰다이라 가의 무장으로서 도쿠가와 이에야스(德川家康)에게 사관하여, 성인식 때에는 조부 이래의 돌림자인 「기요(清)」의 앞에, 이에야스로부터 「이에(家)」 한 자를 받아서 이에키요라고 칭했다. 1590년(덴쇼 18년), 이에야스가 간토로 이봉되었기 때문에, 그때까지의 공을 인정받아 무사시국 하치만야마(八幡山)에 1만 석의 영지를 받아 기지가오카 성주가 되었다. 이 구니가에(国替え)의 도중에 정실 덴케이인이 여아를 출산했지만, 결국 죽는다.
1600년(게이초 5년)의 세키가하라 전투 때에는 오와리국 기요스성(清洲城)의 수비를 책임졌다. 전후, 이에야스로부터 그 공적을 인정받아, 미카와국 요시다 3만 석의 영지를 받아서, 미카와 요시다 번의 초대 번주가 되었다.
1611년 2월 3일(게이초 15년 12월 21일)에 45세로 죽는다. 뒤는 적남 다다키요가 이었다.
법명은 葉雲全霜清宝院이며, 묘소는 아이치현 가마고리시의 덴에이지(全栄寺, 후에 류타이잔龍台山 덴케이인으로 개칭)에 있다.

## 가계
이에키요는 5대 당주 마쓰다이라 기요무네(松平清宗)의 아들이며, 어머니는 (후코즈)마쓰다이라 요시카게(松平好景)의 딸이다.
정실은 히사마쓰 도시카쓰(久松俊勝)의 딸로, 이에야스와는 아버지가 다른 남매간인 덴케이인(天桂院)이다.
이에키요의 딸들은, 겐로쿠 아코 사건(元禄赤穂事件)으로 유명한 아사노 나가노리(浅野長矩)의 증조부인 아사노 나가시게(浅野長重), 혼다 야스노리(本多康紀), (후코즈)마쓰다이라 다다토시(松平忠利)에게 시집갔다.

## 같이 보기
- 가메이 고레노리 - 사돈지간

| 전임 마쓰다이라 기요무네 | 제6대 다케노야 마쓰다이라가 당주 1600년 ~ 1610년 | 후임 마쓰다이라 다다키요 |

|  | 제1대 미카와 요시다 번 번주 (다케노야 마쓰다이라가) 1600년 ~ 1610년 | 후임 마쓰다이라 다다키요 |